# برونیا، ویکتوریا
برونیا، ویکتوریا (انگلیسی: Boronia, Victoria)در حومه شهر ملبورن استرالیا و در ۳۲ کیلومتری شرق مرکز این شهر قرار گرفته‌است.